# Evelyn Sanders
Evelyn Sanders (* 14. Mai 1934 in Berlin; eigentlich Evelyn Stitz; † 21. Dezember 2022 in Bad Rappenau) war eine deutsche Schriftstellerin.

## Leben
Evelyn Sanders wuchs in Berlin auf. Später siedelte die Familie nach Düsseldorf um. Die gelernte Journalistin widmete sich nach ihrer Hochzeit der Kindererziehung. Ihr erstes Buch entstand eher zufällig, als sie für ihren ältesten Sohn zum Geburtstag ein Fotoalbum zusammenstellte, welches sie ursprünglich nur mit kleinen Texten versehen wollte. Im Folgenden entstanden weitere Familienromane.
Evelyn Sanders brachte fünf Kinder zur Welt. Bis zu ihrem Tod lebte sie zuletzt in Bad Rappenau.

## Werke

### Romanserie über die eigene Familie
- Mit Fünfen ist man kinderreich (1980) ISBN 3-426-62110-X
- Pellkartoffeln und Popcorn (1981) ISBN 3-426-62111-8
- Jeans und große Klappe (1982) ISBN 3-426-62112-6
- Radau im Reihenhaus (1983) ISBN 3-426-62113-4
- Das hätt’ ich vorher wissen müssen (1988) ISBN 3-426-62116-9
- Werden sie denn nie erwachsen (1992) ISBN 3-426-62118-5
- Muss ich denn schon wieder verreisen? (1994) ISBN 3-426-62119-3
- Schuld war nur die Badewanne (1996) ISBN 3-426-63456-2
- Menschenskinder … nicht schon wieder! (2000) ISBN 3-426-61994-6
- Geht das denn schon wieder los? (2006) ISBN 3-426-63510-0

### Romanserie um Tinchen und Florian
- Bitte Einzelzimmer mit Bad (1984) ISBN 3-426-62114-2
- Das mach’ ich doch mit links (1986) ISBN 3-426-62115-0
- Hühnerbus und Stoppelhopser (1990) ISBN 3-426-62117-7
- Hotel Mama vorübergehend geschlossen (1998) ISBN 978-3-453-16082-8

### Geschenkbände
- Eigentlich wollt’ ich Blumen kaufen (2002) ISBN 3-426-66171-3
- Alle Jahre wieder … der gleiche Stress! (2003) ISBN 3-426-66130-6
- Advent fängt im September an (2007) ISBN 3-426-66286-8